# Pravětínská Lada
Pravětínská Lada jsou přírodní rezervace jihovýchodně od obce Borová Lada v okrese Prachatice. Chráněné území zaujímá levou stranu údolí Zelenohorského potoka, jednoho z přítoků Teplé Vltavy, na jihovýchod od osady Černá Lada a na východ od někdejší osady Zahrádky. Oblast spravuje Správa NP Šumava. Důvodem ochrany jsou přirozeně se vyvíjející společenstva na rašeliništi, prameništi, mokřadech a jimi obklopených suchých stanovištích na zaniklých zemědělských půdách.

## Galerie

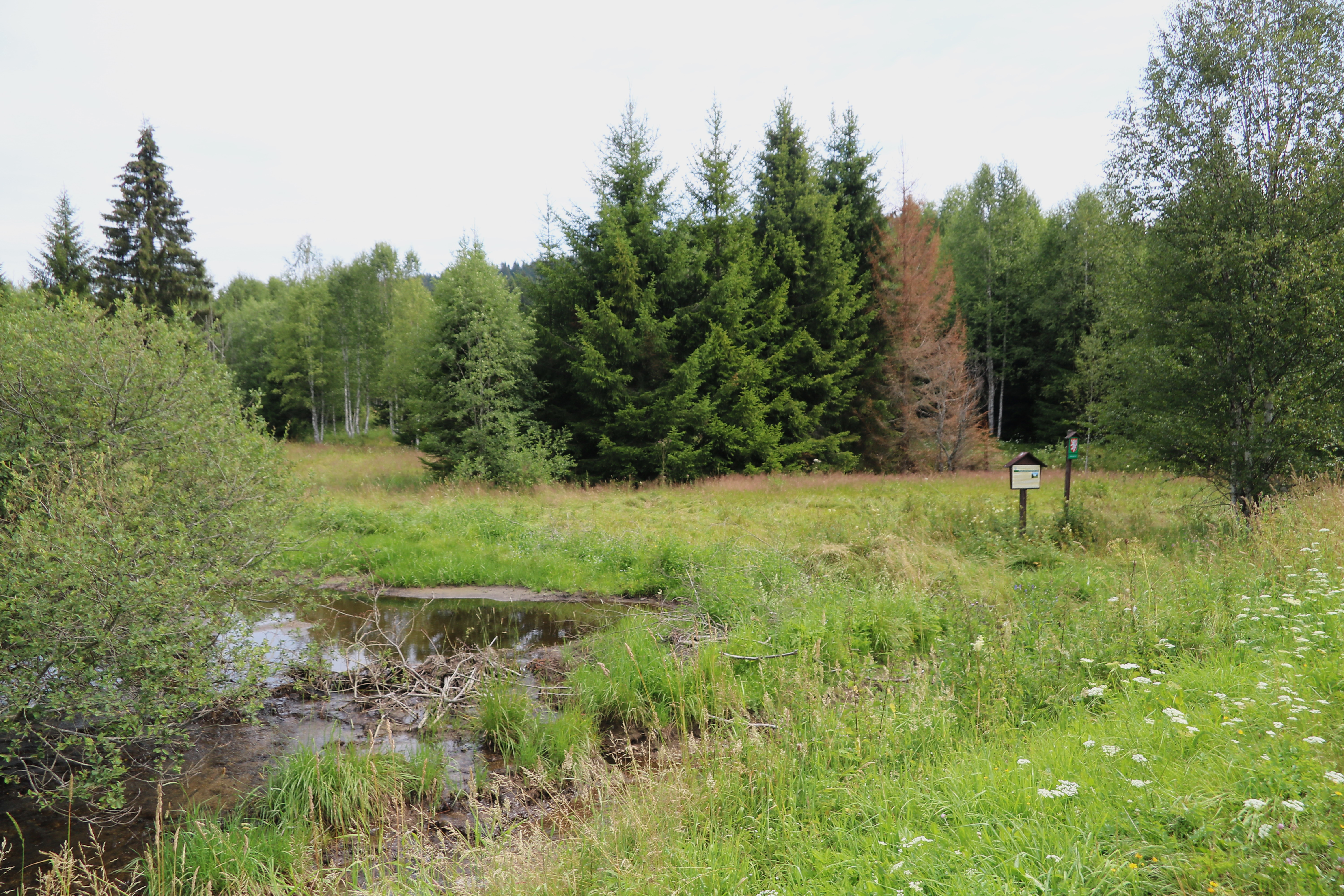
Pravětínská Lada
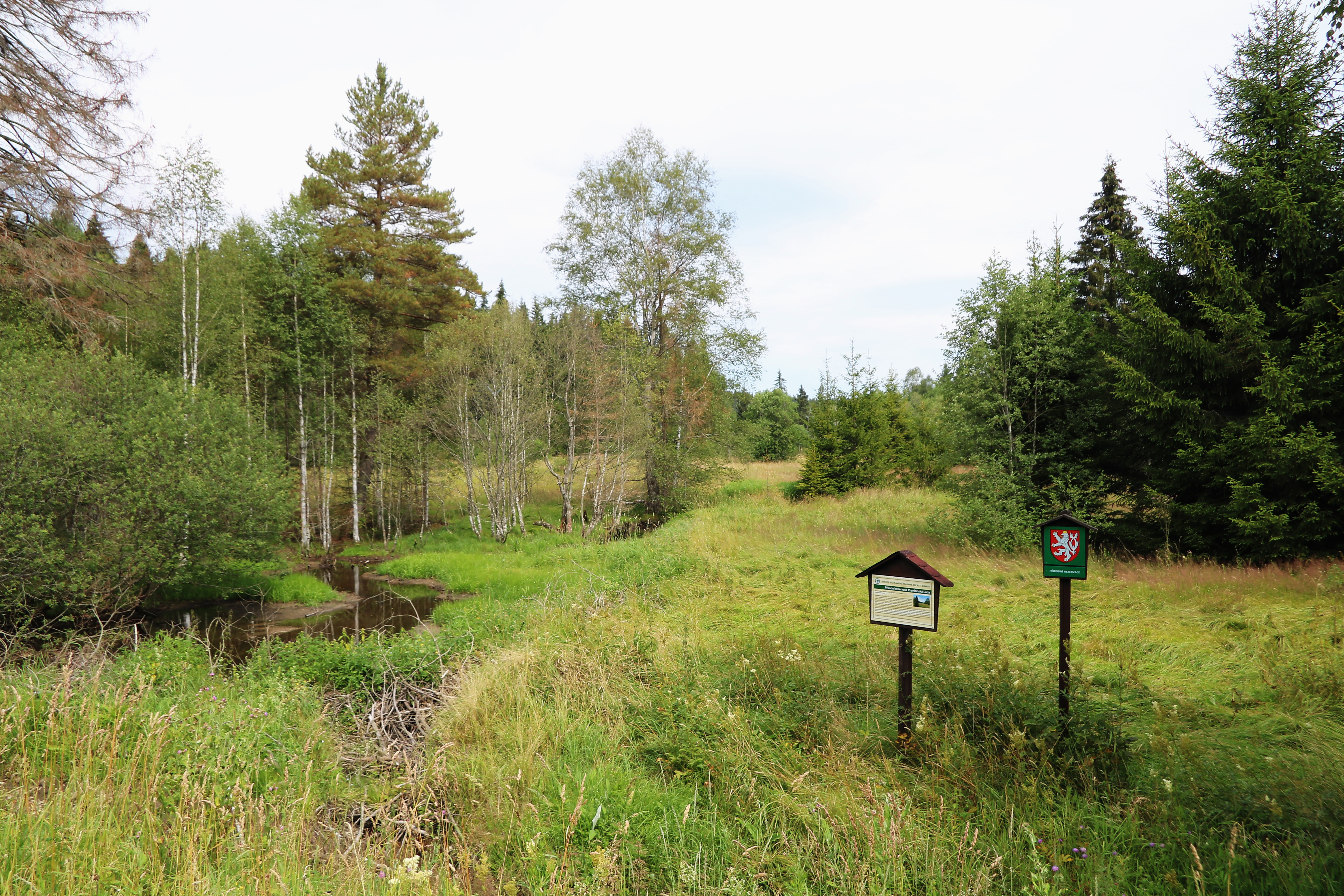
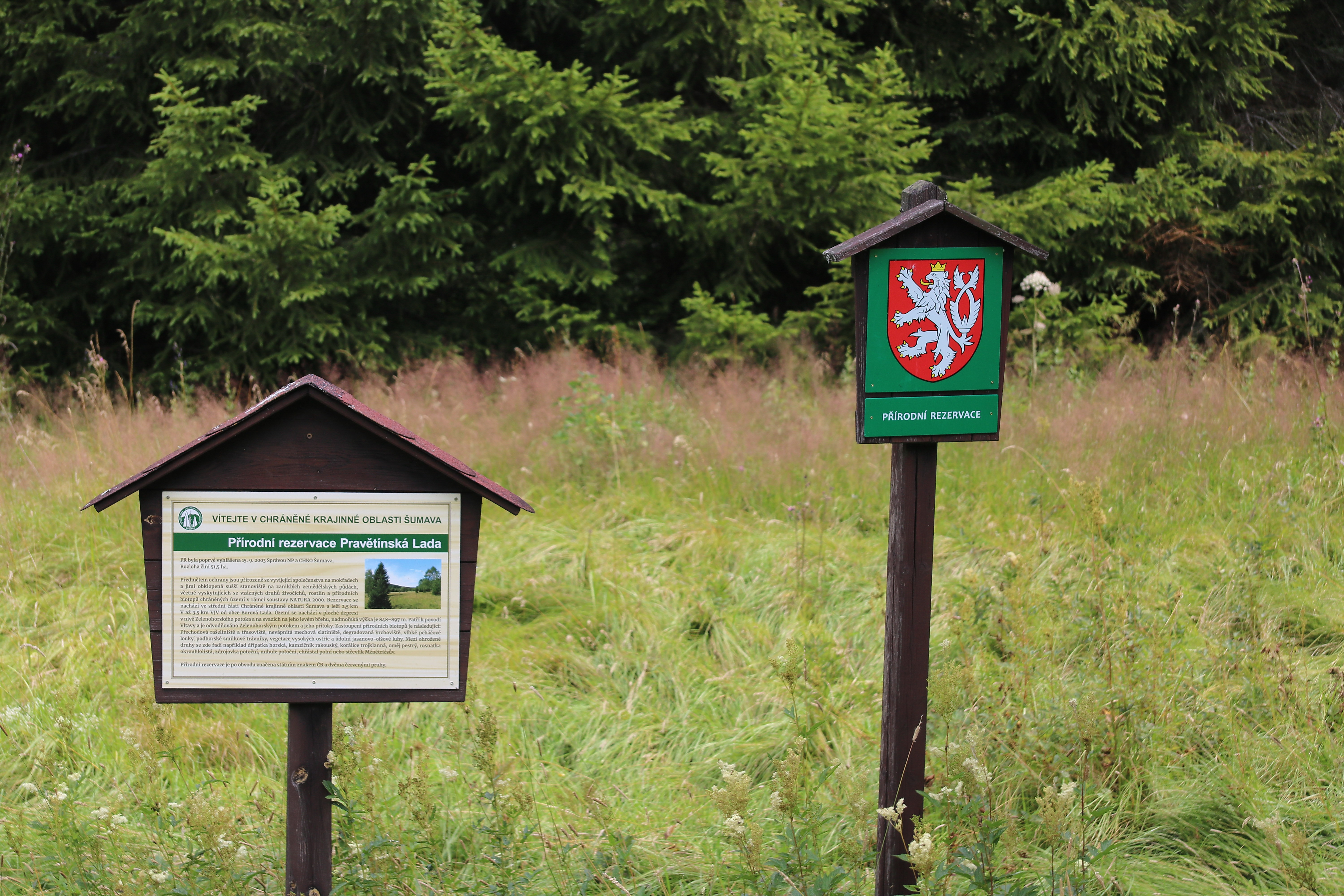
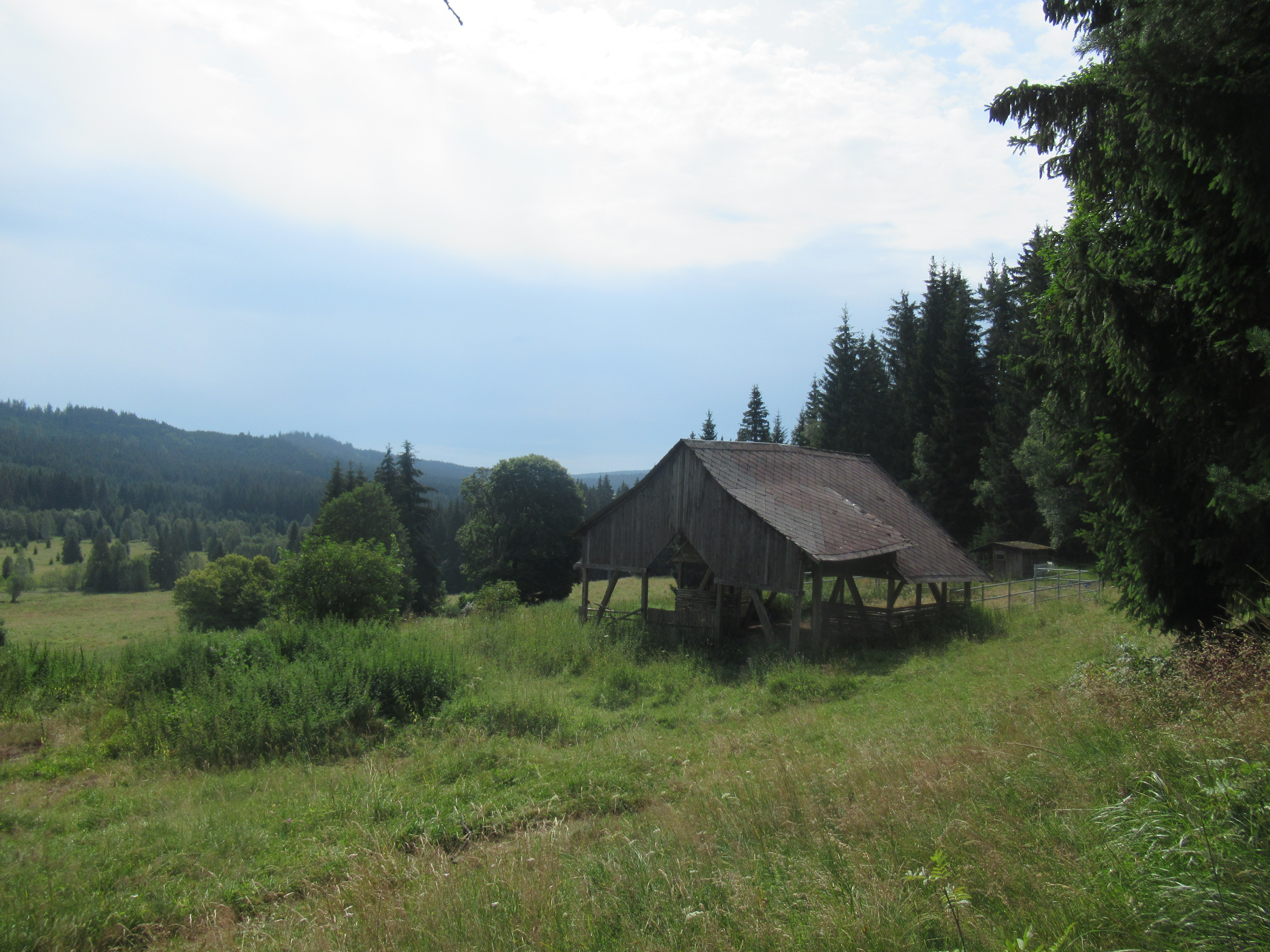
Zaniklá osada